# Кілкіс (ном)
Кілкіс (грец. Κιλκίς) — ном в Греції, в периферії Центральна Македонія. На півночі межує з Північною Македонією, на сході — з номом Серре, на заході — з номом Пелла, на півдні — з номом Салоніки. Столиця — Кілкіс.

## Муніципалітети і комуни
| Муніципалітет | YPES код | Місцева влада (якщо відрізняється) | Поштовий код | Тел. код     |
| ------------- | -------- | ---------------------------------- | ------------ | ------------ |
| Аксіуполі     | 2801     |                                    | 614 00       | 23830-3      |
| Херсо         | 2812     |                                    | 610 02       | 23410-5      |
| Дойрані       | 2804     |                                    | 610 03       | 23410-9      |
| Европос       | 2805     |                                    | 610 02       | 23430-6      |
| Галлікос      | 2802     | Кампані                            | 611 00       | 23430-42     |
| Гуменісса     | 2803     |                                    | 613 00       | 23430-4      |
| Кілкіс        | 2806     |                                    | 611 00       | 23410-2 до 7 |
| Крусса        | 2807     | Терпілос                           | 611 00       | 23410-4      |
| Муріес        | 2809     | Статмос-Муріон                     | 610 03       | 23410-31     |
| Пікролімні    | 2810     | Мікрокампос                        | 570 01       | 23431-9      |
| Полікастро    | 2811     |                                    | 612 00       | 23430-2      |
| Комуна        | YPES код | Місцева влада (якщо відрізняється) | Поштовий код | Тел. код     |
| Лівадія       | 2808     |                                    | 614 00       | 23430-3      |

| Греція | Це незавершена стаття з географії Греції. Ви можете допомогти проєкту, виправивши або дописавши її. |